# Норра Кваркен
Норра Кваркен или Северен Кваркен (на шведски: Norra Kvarken; на фински: Merenkurkku) е проток в Балтийско море, сързващ северната (Боттенвинк) и южната (Боттенхав) части на  Ботническия залив и разделящ териториите на Швеция на северозапад и Финландия на югоизток.
Ширина 75 km. Групата шведски острови Холмьоарма (най-големи Холмьон и Енгесьон) го разделят на два обособени протока – Естра Кваркен (Източен Кваркен) и Вестра Кваркен (Западен Кваркен). Дълбочината на Естра Кваркен е 6 – 7 m, а на Вестра Кваркен – 29 m. Югоизточно от Норра Кваркен са разположени групата фински острови Кваркен (най-голям остров Райпалуото). Теченията в протока зависят от ветровете и атмосферното налягане. През зимата замръзва. На шведския бряг на протока е разположен град Умео, а на финландския – град Вааса.